# Rolls-Royce Holdings
Rolls-Royce Holdings plc — британський транснаціональний енергетичний та аерокосмічний концерн, який спеціалізується на виробництві обладнання для АЕС, авіадвигунів, суднового й енергетичного обладнання.
Історично старіша частина компанії, яка спеціалізувалася на випуску автомобілів люкс-класу, Rolls-Royce Motor Cars з 2000 належить німецькому автобудівному концерну BMW.

## Діяльність
Вироби компанії:
- Авіадвигуни для цивільних літаків і вертольотів.
- Авіадвигуни для військових літаків і вертольотів.
- Силові установки і рушії для торгових суден, моторних човнів і яхт, кораблів ВМФ.
- Системи автоматизації для суден і кораблів.
- газові турбіни.
- відцентрові насоси та компресори.
- паливні елементи.

Чисельність персоналу — 38 000 осіб (2007). Оборот за 2005  — 6,603 млрд фунтів стерлінгів, чистий прибуток — 347 млн фунтів стерлінгів.

## Продукція
Rolls-Royce створила широкий діапазон продукції авіаційних двигунів у світі— 50 000 двигунів знаходяться в експлуатації 500 авіакомпаній, 2 400 корпоративних і комунальних операторів та більше ніж у 100 армій світу, як силові установки в авіації.
Rolls-Royce Marine Power Operations Ltd (дочірня компанія) виробляє та випробовує ядерні реактори для потреб Королівського військово-морського флоту Великої Британії у підводних човнах.

### Авіадвигуни

#### Турбореактивні
- Rolls-Royce Avon[en]
- Rolls-Royce Viper[en]
- Rolls-Royce/Snecma Olympus 593 (Concord)

#### Турбовентиляторними двигуни
- Rolls-Royce AE 3007 (Sessna Citation X і ін)
- Rolls-Royce BR700[en] (Гольфстрім 5 та ін)
- Rolls-Royce Conway (Boeing 707 та ін)
- Rolls-Royce Spey[en] (Гольфстрім 2 і 3)
- Rolls-Royce RB162[en] (Міраж 3)
- Rolls-Royce RB211[en] (Boeing 747,757, 767)
- Rolls-Royce RB282[en]
- Rolls-Royce Turbomeca Adour[en] (SEPECAT Ягуар та ін)
- Rolls-Royce Pegasus[en] (BAE Sea Harrier)
- Turbo-Union RB199[en] (Panavia Tornado)
- Rolls-Royce Tay (turbofan)[en] (Гольфстрім 4 та ін)
- Rolls-Royce Trent (Айрбас 330,340,350, 380; Боїнг 777, 787. Розвиток RB211.)
- Eurojet EJ200 (Eurofighter Typhoon)
- General Electric/Rolls-Royce F136[en] (виключно для F-35 Lightning II)
- International Aero Engines V2500[en] (Айрбас А320)

#### Турбогвинтові / турбовальні двигуни
- Rolls-Royce AE 2100 (C-130J Hercules та ін)
- Rolls-Royce Gem[en] (турбовальні, вертоліт Westland Lynx)
- Rolls-Royce Model 250[en] (турбовальні, вертоліт Bell 206 та ін)
- Rolls-Royce RR300[en] (новий гелікоптер Robinson R66 та, можливо, інші)
- Rolls-Royce T406/AE 1107C-Liberty[en] (Белл-Боїнг V-22 Osprey)
- Rolls-Royce T56[en] (Локхід C-130 Hercules та ін)
- Europrop TP400-D6[en] (як частина Europrop International, проводиться для Айрбас A400M)
- MTR390[en] (спільно з MTU і Turbomeca; для Eurocopter Tiger)
- Rolls-Royce Turbomeca RTM322[en] (для вертольотів AgustaWestland Apache, AgustaWestland AW101, NHI NH90)
- LHTEC T800[en] (спільно з Honeywell; для RAH-66 Comanche та інших вертольотів)

### Морська промисловість

#### Газові турбіни
- Rolls-Royce AG9140
- Rolls-Royce MT30[en] (для суден класу Queen Elizabeth[en])
- Rolls-Royce MT50
- Rolls-Royce RR4500
- Spey[en]
- Olympus TM3B[en]
- Tyne RM1A[en]
- WR-21[en]

#### Дизельні двигуни
- серія Bergen B[en]
- серія Bergen C[en]
- серія Bergen К[en]

#### Водні реактивні двигуни та інше обладнання для суден
- Kamewa and Bird-Johnson Водомет
- Пристрій підрулювання Kamewa
- MerMaid pod propulsion
- Ulstein Aquamaster

#### Продукція для підводних човнів
- NATO Submarine Rescue System[en]
- PWR1 Reactor[en]
- PWR2 Reactor[en]
- паливні комірки[en]

#### Гідродинамічні підшипники
- Підшипник Michell

#### Водяні стабілізатори
- Brown Brothers Legacy Stabilizers
- Brown Brothers Neptune or VM Stabilizers
- Brown Brothers Aquarius Stabilizers

### Енергетичні установки

#### Газові турбіни
- Rolls-Royce 501
- Індустріальний Avon[en]
- Індустріальний RB211[en]
- Індустріальний Trent

#### Компресори
- Турбокомпресор Barrel
- Турбокомрессор для трубопроводів

### Генератори

#### Газові турбіни
- Rolls-Royce 501
- Індустріальний RB211[en]
- Індустріальний Trent

#### Двигуни внутрішнього згоряння
- серія Bergen B
- серія Bergen К

#### Розподілені генератори
- Field Electrical Power Source (FEPS)
- APU 2000 (для машин)
- Генератори для кораблів
- Твердо-оксидні паливні елементи